# Муркозь-Омгинське сільське поселення
Мурко́зь-Омги́нське сільське поселення — муніципальне утворення у складі Кізнерського району Удмуртії, Росія. Адміністративний центр — присілок Муркозь-Омга.
Населення становить 306 осіб (2019, 403 у 2010, 615 у 2002).

## Історія
Спочатку центром сільради був присілок Стара Омга, з 1947 року — Муркозь-Омга. Головами сільради були Х. М. Ідрісов (1947-1949), А. Є. Мишкін (1949-1950), І. Є. Котельников (1950-1951), М. К. Крючков (1951-1953), Міфтахов Гільмутдін (1953-1954), П. Г. Кугурушев (1954-1955), І. І. Медведєв (1955-1958), М. І. Вичужанін (1958-1961), Н. Н. Христолюбов (1961-1974), І. Н. Миронов (1974-1979), П. Є. Медведєв (1979-1987), В. А. Пестерєв (1987-1990), Т. А. Семенових (1990-1992), П. Є. Медведєв (1992-2008).

## Склад
До складу поселення входять такі населені пункти:
| Населений пункт          | Населення, осіб (2002) | Населення, осіб (2010) |
| ------------------------ | ---------------------- | ---------------------- |
| Верхня Муркозь, присілок | 49                     | 0                      |
| Муркозь-Омга, присілок   | 319                    | 201                    |
| Новий Бурнак, присілок   | 136                    | 101                    |
| Стара Казанка, присілок  | 0                      | 0                      |
| Стара Омга, присілок     | 111                    | 101                    |

## Господарство
В поселенні діють школа, 3 фельдшерсько-акушерських пункти, клуб, бібліотека. Серед промислових підприємств працюють 5 фермерських господарств.